# Banqueting House
La Banqueting House (in italiano, letteralmente: "casa dei banchetti") di Whitehall, a Londra, è la meglio conservata delle banqueting houses fatte costruire dai sovrani inglesi. È inoltre l'unica componente superstite del complesso di Whitehall, distrutto da un incendio nel 1698.

## La storia
Durante il regno di Enrico VIII d'Inghilterra, che pure tributò molta attenzione al Palazzo di Whitehall di cui la banqueting house farà in seguito parte, il complesso non disponeva di una propria sala delle feste, dal momento che il re preferiva a una struttura stabile ed ingombrante delle strutture provvisorie realizzate in legno da porre nel giardino.
La prima banqueting house permanente fu costruita a Whitehall, ma sfortunatamente, ebbe breve vita. Commissionata da re Giacomo I d'Inghilterra nel 1607 e probabilmente disegnata su progetto di Simon Basil, il sovrano inglese fece visita al sito della costruzione nel settembre di quello stesso anno e fu dispiaciuto di vedervi delle colonne che ne oscuravano le finestre. In occasione del matrimonio tra la principessa Elisabetta ed il principe Federico V del Palatinato nel 1613, l'area venne ingrandita con la costruzione di un'ulteriore sala a fianco. Questa banqueting house venne distrutta da un rovinoso incendio nel gennaio del 1619, rogo causato dagli addetti che vollero bruciare la spazzatura ritrovata sul sito dopo i festeggiamenti del capodanno anziché smaltirli altrove.
L'edificio attuale, sempre destinato agli spettacoli ed ai ricevimenti di corte, venne commissionato sempre da re Giacomo I Stuart nel 1619 all'architetto Inigo Jones ed è ancora considerato uno dei migliori prodotti del classicismo inglese, presentando una serie di elementi dedotti dall'architettura rinascimentale e dal Manierismo italiano. Nel 1622 i lavori terminarono. 

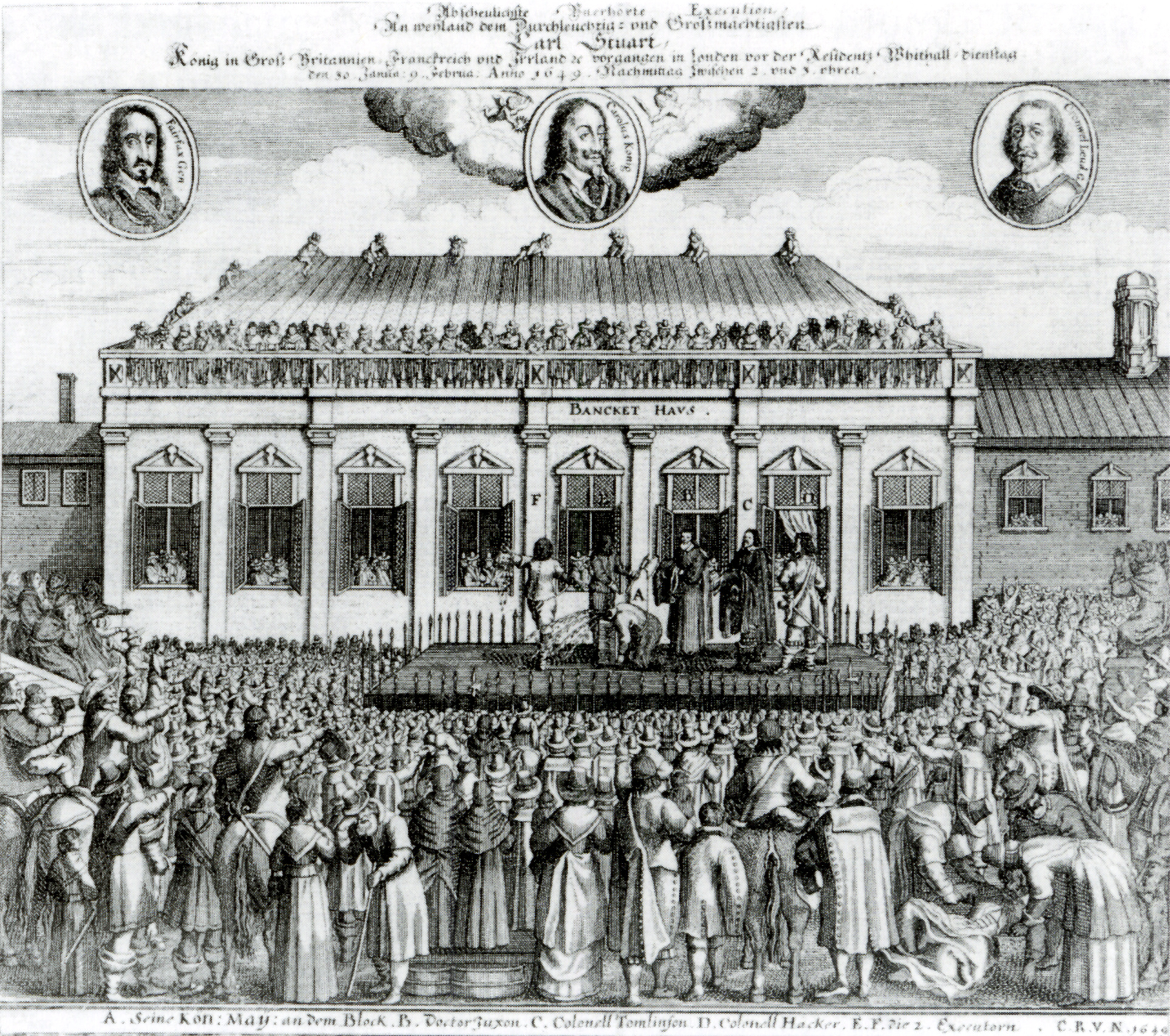
L'esecuzione di Carlo I davanti alla Banqueting House

Nel 1638, lo stesso Jones stese un disegno per un nuovo grandioso palazzo di Whitehall nel quale la banqueting house avrebbe dovuto essere incorporata, in una delle ali che racchiudevano una serie di sette cortili. Ad ogni modo, re Carlo I che aveva commissionato l'opera non trovò mai le risorse per portarla a compimento ed a questo si aggiunsero le tensioni per la guerra civile inglese che fecero abbandonare definitivamente il progetto. Qualche anno più tardi, re Carlo I d'Inghilterra venne giustiziato proprio davanti al palazzo
Nel gennaio del 1698, l'intero palazzo di Whitehall venne distrutto da un fuoco che bruciò la struttura per diciassette ore consecutive. Ciò che rimase del complesso fu la Banqueting House, il Whitehall Gate e l'Holbein Gate. Christopher Wren e Nicholas Hawksmoor vennero interpellati per la realizzazione di un nuovo palazzo, ma anche in questo caso poco dopo le idee vennero abbandonate.
Dopo la distruzione del palazzo, i monarchi inglesi successivi preferirono vivere altrove e pertanto la Banqueting Hall divenne ridondante per il proposito col quale era stata disegnata. Venne convertita in un primo momento in una cappella per sopperire alla distruzione della cappella reale presente a Whitehall, distrutta dall'incendio. Rimase utilizzata come cappella sino al 1893 quando la regina Vittoria la concesse alla Royal United Services Institute. Venne progettato di tramezzare gli spazi interni, giudicati troppo grandi e dispendiosi da mantenere, ma il progetto venne abbandonato poco dopo a favore della creazione di un museo militare che accoglieva anche lo scheletro del cavallo di Napoleone. Il museo venne chiuso nel 1962 e venne contemporaneamente riaperta la grande finestra a sud.
Oggi la Banqueting Hall è aperta ai turisti e viene utilizzata come spazio espositivi.

## L'architettura

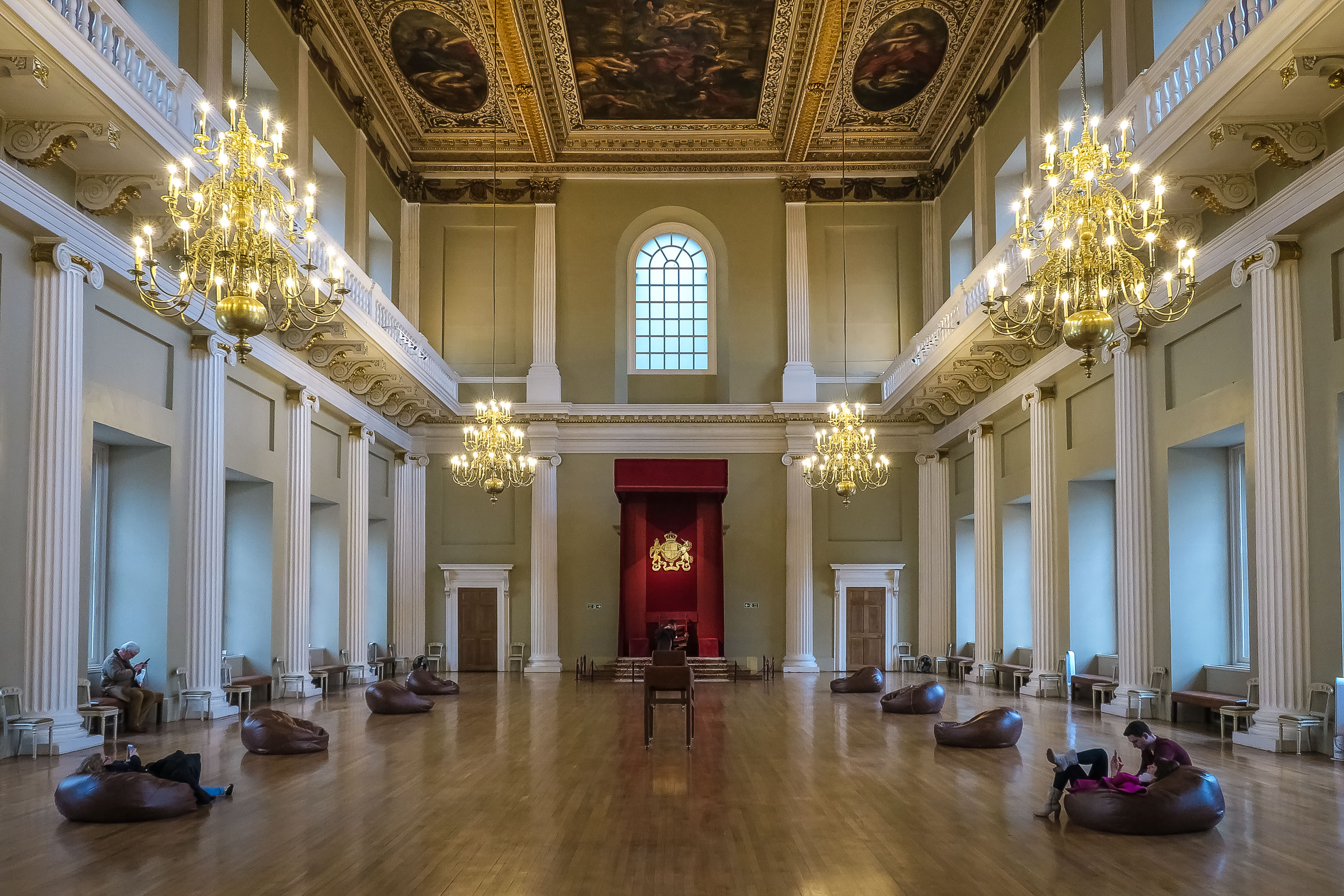
Interno

La costruzione, che è costituita da un unico grande vano a doppio volume, si ispira allo schema tipologico della basilica romana desunto, con tutta evidenza, da Andrea Palladio. Tale corrispondenza doveva essere maggiormente evidente al momento della costruzione, quando ancora non era stata demolita l'abside semicircolare posta sul lato sud. Il nome di banqueting house identificava l'uso della sala per i banchetti di stato, ma essa veniva utilizzata anche per ricevimenti ufficiali, cerimonie e balli in maschera. Gli spettacoli che qui si tenevano erano tra i più conosciuti nell'Europa dell'epoca in quanto l'Inghilterra era considerata tra le migliori patrie della musica al mondo. Il 5 gennaio 1617, Pocahontas e Tomocomo vennero ricevuti da re Giacomo I alla Banqueting House, e si tenne una rappresentazione di The vision of delight di Ben Jonson. Secondo l'esploratore John Smith, Giacomo I apparve così annoiato dalla presenza dei suoi ospiti che i due non riconobbero il sovrano sino a quando non gli venne presentato. Lo spazio della Banqueting House come area teatrale iniziò ad entrare in disuso dopo la morte di Orlando Gibbons nel 1625.

### L'interno

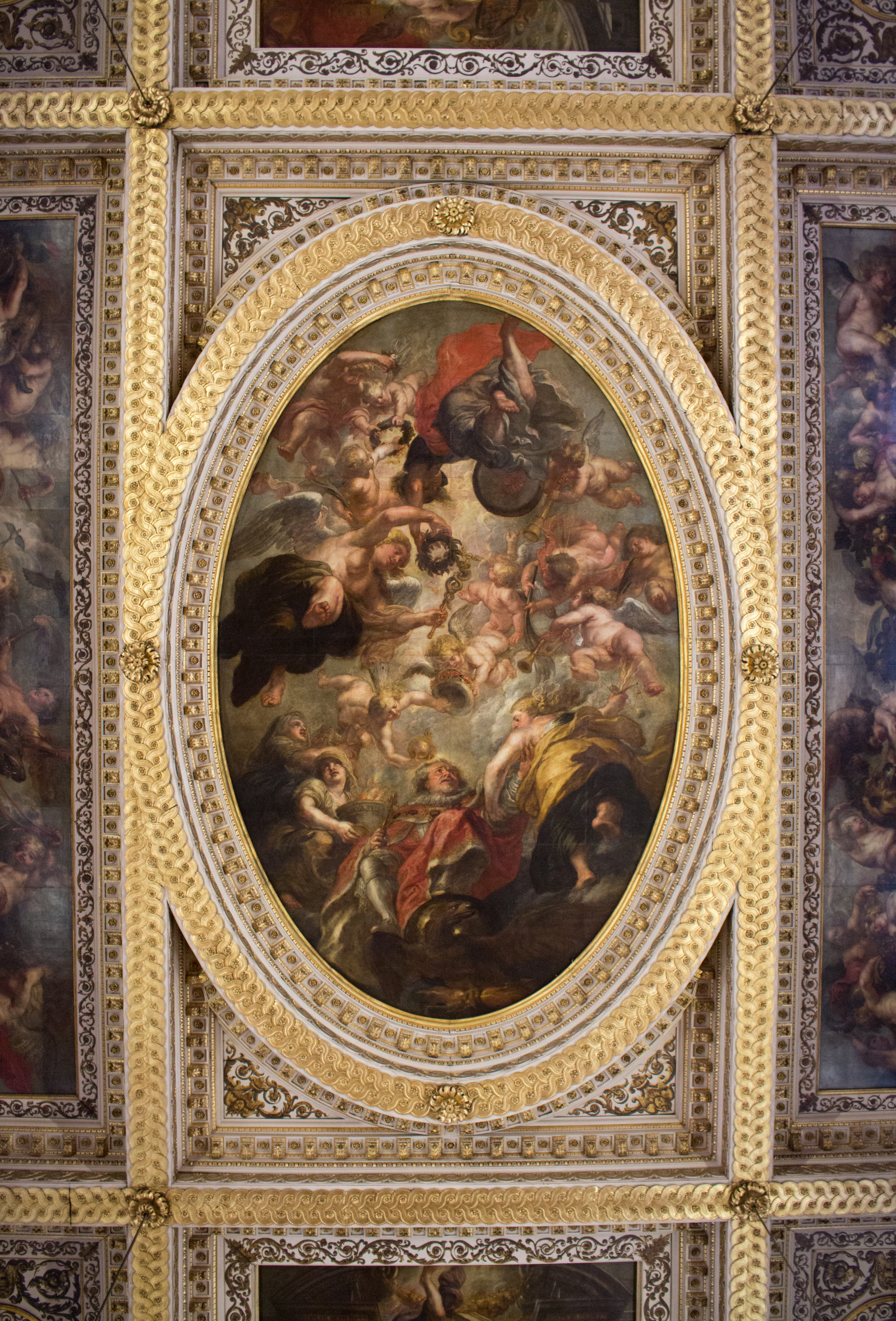
L'apoteosi di Giacomo I, il pannello centrale del soffitto dipinto da Peter Paul Rubens.

L'interno è uno spazio luminoso a doppio cubo i cui lati longitudinali, con doppia finestratura, sono scanditi da due ordini sovrapposti (ionico e corinzio) interrotti da un ballatoio su mensole. Il doppio cubo, è pari in altezza e in larghezza e costituisce uno dei canoni dell'architettura palladiana,, dove le proporzioni di un edificio devono essere matematicamente correlate tra loro. Inigo Jones riutilizzò poi questo stesso disegno a doppio cubi per Wilton House creando un luogo ove accogliere i dipinti realizzati da Van Dyck degli aristocratici della famiglia Pembroke.
Al livello superiore, la sala è circondata da quella che più volte è stata scambiata per una tribuna dei musici; in realtà i musicisti solitamente suonavano da una posizione più accessibile a coloro che si trovavano al piano inferiore. Nella galleria superiore venivano accolti gli ospiti che non potevano prendere parte direttamente ai banchetti di stato i quali potevano così vedere il re mangiare. Questo concetto veniva enfatizzato dalla mancanza assoluta di collegamenti tra lo spazio inferiore e la galleria superiore, la quale era accessibile solo esternamente.
Giacomo I, che aveva voluto fortemente la creazione della Banqueting House, morì nel 1625 e venne succeduto da suo figlio, Carlo I, il quale fu un grande patrono delle arti della sua epoca, incoraggiando così famosi pittori stranieri a venire a lavorare in Inghilterra. Nel 1623 visitò la Spagna e rimase impressionato dalle opere di Tiziano, Rubens e Velázquez che aveva avuto modo di vedere in loco, al punto da desiderare creare qualcosa di analogo per la propria corte. Rubens, mentre si trovava in Inghilterra come diplomatico, ottenne la commissione di progettare e dipingere il soffitto della Banqueting House che venne abbozzato effettivamente a Londra ma completato poi nello studio dell'artista ad Anversa in quanto si presentava su larga scala e diveniva complesso realizzarlo nell'abitazione inglese del pittore. La commissione ebbe luogo nel 1629–30 e l'opera venne collocata nel 1636. il soggetto, commissionato dal re in persona, rappresentava la glorificazione di suo padre, col titolo L'apoteosi di Giacomo I, e di conseguenza rappresentava un'allegoria della sua stessa nascita. Col completamento dell'opera, Rubens venne fatto cavaliere e tornò ad Anversa, lasciando il posto di pittore di corte a Londra a Anton van Dyck. I pannelli che compongono il soffitto vennero quindi tutti realizzati da Rubens ad Anversa e poi inviati via nave a Londra.

### L'esterno

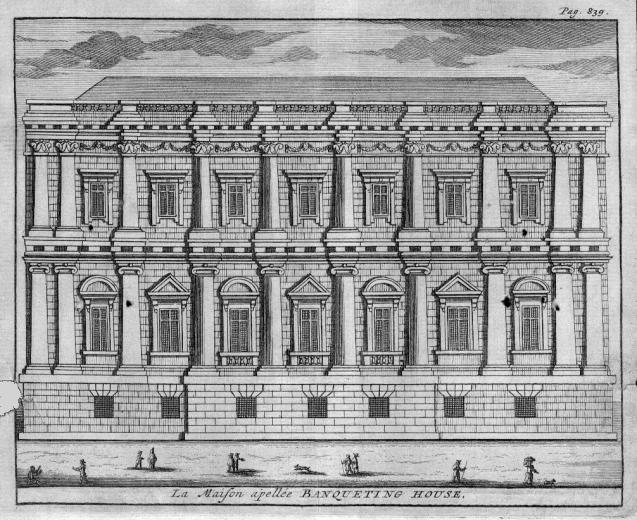
La Banqueting House in un'incisione del XVIII secolo

L'esterno è mutuato dai palazzi urbani di Palladio e, per adeguarsi a tale modello, Jones rinuncia ad alcuni elementi architettonici manieristici presenti dei disegni di studio e persino al frontone triangolare sul prospetto principale visto che l'ingresso è posto sul lato minore. La facciata è scandita da sette campate di due ordini sovrapposti di lesene; i tre intercolumni centrali sono evidenziati con l'uso di semicolonne. L'aspetto attuale non corrisponde a quello originario, in quanto un intervento ottocentesco di John Soane ha eliminato il cromatismo dovuto all'uso di materiali lapidei diversi mediante l'uso esclusivo della pietra di Portland, anche se i dettagli della facciata originaria sono stati fedelmente riprodotti.